# Amon Ago Marthe
Amon Ago Marthe, née le 30 juillet 1949, à Agnibilékrou, a été députée à l'Assemblée nationale de Côte d'Ivoire, sous la bannière du Front populaire ivoirien (FPI). De 2000 à 2010, elle fut la 1re vice-présidente du parlement ivoirien,.

## Biographie
Amon Ago Marthe est titulaire d'un doctorat de 3e cycle en Droit des Affaires depuis 1981, et enseignante à l'Université Félix Houphouët-Boigny d'Abidjan-Cocody.

## Vie politique
L'année 1990 marque le retour du multipartisme en Côte d'Ivoire. En 1991, Amon Ago Marthe adhère au Front populaire ivoirien (FPI). En 1996, elle fait ses classes politiques, avec humilité,au plus bas niveau, celui des militants de base.Amon Ago Marthe est appelée à plusieurs missions à savoir :
- conseillère technique chargée des Affaires juridiques et institutionnelles au ministère de l'Enseignement supérieur et de la Recherche scientifique ;
- chef du projet « Coordination du Programme de Valorisation des Ressources humaines Phase II (PVRH-2) » audit ministère ;
- secrétaire générale adjointe du Gouvernement ;
- député après l'arrivée de Laurent Gbagbo à la magistrature de la côte d'Ivoire[4].

## Origine et famille
Amon Ago Marthe est mère de quatre (4) enfants. Le lundi 1er décembre 2014, décède son époux Amon Ferdinand Raoul, ingénieur électronicien,.